# The Dog's Devotion (film 1911)
The Dog's Devotion è un cortometraggio muto del 1911 diretto da Lewin Fitzhamon.

## Trama
Il cane di casa contribuisce in maniera determinante a saldare il rapporto tra il marito e la moglie che ha sbagliato.

## Produzione
Il film fu prodotto dalla Hepworth.

## Distribuzione
Distribuito dalla Hepworth, il film - un cortometraggio di 121,02 metri - uscì nelle sale cinematografiche britanniche nel gennaio 1911.
Si conoscono pochi dati del film che, prodotto dalla Hepworth, fu distrutto nel 1924 dallo stesso produttore, Cecil M. Hepworth. Fallito, in gravissime difficoltà finanziarie, il produttore pensò in questo modo di poter almeno recuperare il nitrato d'argento della pellicola.